# بازی بزرگ جدید
بازی بزرگ جدید در اواخر دهه ۱۹۹۰ میلادی به رقابت‌های کنونی بین کشورهای آمریکا، روسیه، چین، پاکستان، ایران، ترکیه و هند برای تأمین دراز مدت منابع وسیع نفت و گاز کشورهای متبوع خود از طریق خط لوله سراسری در جمهوری‌های تازه استقلال یافته از شوروی آسیای مرکزی گفته می‌شود. این اصطلاح در ابتدا توسط احمد رشید روزنامه‌نگار پاکستانی مطرح شد و برگرفته از اصطلاح «بازی بزرگ» است که به رقابت‌های بین بریتانیای کبیر و امپراتوری روسیه در قرن نوزدهم برای تسلط بر آسیای میانه گفته می‌شد.